# Alberto Cerezo Sobrino
Alberto Cerezo Sobrino (Madrid, 1967) es un diplomático español. Es embajador en Misión Especial para el Sahel (desde 2025).

## Carrera diplomática
Nació en Madrid. Tras licenciarse en Derecho en la Universidad CEU San Pablo y en Ciencias Políticas en la Universidad Complutense de Madrid, ingresó en la Escuela Diplomática (2001).
Ha estado destinado en las embajadas de España en Yaundé (Camerún, 2003-2006), Asunción (Paraguay, 2006-2009), Maputo (Mozambique, 2009-2012 y 2019), Myanmar (Birmania) y Pekín (R.P. China, 2017).
Fue el primer diplomático español acreditado ante el gobierno birmano con residencia en Yangón, que inauguró la primera oficina diplomática que España ha tenido en Myanmar (2014).
En Madrid, fue jefe de Área en la Subdirección de África del Norte (2002), vocal asesor para asuntos de África del Norte en el Gabinete del presidente del Gobierno (2012-2014) y subdirector general de relaciones bilaterales con los países de África Subsahariana (2017).
Fue Embajador de España en Mozambiquecon concurrencia con Eswatini (2020-2023).
De 2024 a 2025 fue embajador en Misión Especial para Derechos Humanos, Democracia y Estado de Derecho.
En enero de 2025 fue nombrado embajador en Misión Especial para el Sahel.